# 나츠나
나츠나(夏菜, 1989년 5월 23일 ~ )는 일본의 배우이다. 사이타마현 출신이며, 본명인 와타나베 나츠나(渡辺夏菜)로 활동했으나, 2009년 11월부턴 나츠나로 활동 중이다.

## 내력
드라마 《노부타 프로듀스》로 데뷔했다.

## 출연 작품

### 드라마
- 2006년 《가치바카!》
- 2006년 《혐오스런 마츠코의 일생》
- 2007년 《대단한 곳으로 시집와 버렸네!》
- 2007년 《고독한 도박: 사랑하는 사림이여》
- 2007년 《몹걸》
- 2008년 《미라클 보이즈》
- 2008년 《안도나츠》
- 2010년 《대마신 카논》
- 2010년 《쿼텟》
- 2011년 《ANOTHER GANTZ》
- 2011년 《시마시마》
- 2011년 《란마 ½》
- 2012년 《순수한 사랑》

### 영화
- 2010년 《너에게 닿기를》
- 2011년 《간츠》
- 2011년 《간츠: 퍼펙트 앤서》
- 2018년 《은혼 2: 규칙은 깨라고 있는 것》- 사루토비 아야메 역